# John Halas
John Halas (Budapest, 6 aprile 1912 – Londra, 21 gennaio 1995) è stato un animatore ungherese.
Si trasferisce in Gran Bretagna nel 1936, dove nel 1940, assieme a sua moglie Joy Batchelor, fonda uno studio, la Halas and Batchelor. 
Lo studio si concentra dapprima su film di propaganda antifascista, poi, finita la guerra, si concentra su produzioni sia divulgative che di intrattenimento. Ma il salto di qualità viene fatto producendo nel 1954, La fattoria degli animali, adattamento del celebre romanzo di George Orwell. 
Per quanto il punto di partenza potesse sembrare ideologico Halas e la Batchelor decisero di realizzare un film per tutti. Stilisticamente gli animali sono lontani dai connotati antropomorfi tipici della scuola Disney e conservano una propria dignitosa animalità. Si sollevarono molte critiche a proposito del cambio di finale, che, a differenza del pessimismo di Orwell, si risolve in un lieto fine, ma i due artisti giustificarono il cambio come segnale di apertura e ottimismo verso il futuro. Il film vide la luce nel 1954, e fu il primo lungometraggio d'animazione britannico.